# 世界盡頭的聖騎士
《世界盡頭的聖騎士》是一部由日本作家柳野彼方（柳野かなた）創作的輕小說，插畫由畫師輪楠性負責。小說於2015年5月1日起於小説投稿網站「成為小說家吧」開始連載，其後由OVERLAP的OVERLAP文庫出版。漫畫版於《COMIC GARDO》上連載。
本作分別於2017年及2018年的《這本輕小說真厲害！》的年度文庫中排名第19位及第14位。
2021年10月，電視動畫放送預定。2021年10月9日起日本由東京都會電視台、AT-X、BS日本播映，台灣由CatchPlay+、LINE TV、KKTV、MyVideo、巴哈姆特動畫瘋、FriDay影音、HamiVideo、中華電信MOD同步跟播，bilibili、愛奇藝同步上架。

## 故事簡介
過去被毀滅的死者之街──在這樣一處冷僻的土地有一名活人小孩，名叫威爾。養育這位少年的，是三名不死族──豪邁的骷髏劍客「布拉德」、端莊的神官木乃伊「瑪莉」以及乖僻的魔法師幽靈「古斯」。在三人的教育與疼愛中，少年日漸茁壯。一天，少年不禁產生疑惑：「……現在的『我』究竟是誰？」不死族們隱藏於世界盡頭之街的祕密終被威爾解開。善良之神們的愛與慈悲，邪惡之神們的偏執與瘋狂。「這是約定。雖然講起來會有些長，不過就讓我告訴你。關於許多英雄們與我們的死……也關係到你之所以活在這裡的緣由。」──明白一切之後，少年決心踏上了聖騎士之路。

## 登場人物

### 主角
威廉·G·瑪利布拉德（聲：河瀨茉希（第1期、第2期，幼年時期）、千葉翔也（第2期，成年時期））
本作主角。轉生者，被布拉德、瑪利及卡斯暱稱為威爾。燈火女神葛雷斯菲爾的使徒，在與不死神交手時以「把我的一生獻給祢(你) 化為汝之劍擊倒邪惡 作為汝之手拯救哀嘆者」向葛雷斯菲爾起誓，人稱「邊境的燈火」及「世界盡頭的聖騎士」。
小時候雙手為了救助因以不死族之身祈禱食物，被地母神的神氣灼燒的瑪利而燒傷，也由於這些傷痕、從小餐餐食用地母神的食物、以及與瑪利一同祈禱，讓他獲得地母神的眷顧。在對抗不死神時想起了轉生時與燈火女神的記憶，從而成為燈火女神的眷屬。而以凡人之身擊退不死神的化身，讓三個本來成為不死神眷屬的人重新回到輪迴，亦使不死神對他產生興趣，為先前過於情緒化的行為致歉，並主動提供有利的情報。
持有在亡者之街地下尋獲的長槍「朧月」，有著伸縮槍柄、強化、防護和光等效果。持有布拉德從上王手中奪得的魔劍「噬盡者」，有著砍中生命體時，回復持有者對應部位生命力的效果。離開故鄉時繼承了卡斯的私房錢。似乎喜歡著燈火女神想向她告白。

### 死者之街
布拉德（聲：小西克幸）
在廢墟之街養育威廉的三名上位不死族之一。200年前封印上王的三英傑之一，生前為劍士，別名為「戰鬼」。以「每天鍛鍊 變得強大」向布雷茲起誓，教導威廉一切戰鬥的技巧，被威爾視作父親。
喜歡瑪利，甚至還跟瑪利討論過結婚之後小孩要叫甚麼。被不死神以「成為不死者就驅除企圖解除上王封印的惡魔，失去守護封印的執念時便會成為我的部下」強制交易而成為上位不死族的骷髏。由於這個世界存在著治癒的魔法，布拉德因此也常使用捨身戰法，利用經過鍛鍊的肉體封鎖對手的武器，同時重創對手，即便成了骷髏也仍會使用，這行為在還是活人的時候就令事後治療的瑪利困擾不已。在不死神的襲擊後，被燈火之女神的祈禱術回歸輪迴。
瑪利（聲：堀江由衣）
在廢墟之街養育威廉的三名上位不死族之一。200年前封印上王的三英傑之一，生前為神官，以「為貫徹祢的意志而活」向瑪特爾起誓，別名為「地母神的愛女」。被威爾視作母親，教導威廉祈禱、農耕縫紉等知識。
喜歡布拉德，甚至還跟布拉德討論過結婚之後小孩要叫甚麼。被不死神以「成為不死者就驅除企圖解除上王封印的惡魔，失去守護封印的執念時便會成為我的部下」強制交易而成為上位不死族的木乃伊。為了威廉，即使要被聖火灼燒仍每天祈禱為其召喚聖餐，自認這份痛苦是地母神對自己背叛到不死神之下的懲罰。在不死神的襲擊時，地母神突然介入短暫牽制了不死神，此時她才明白地母神始終都不認為遭到背叛，依然愛著她，隨後被燈火之女神的祈禱術回歸輪迴。
古斯/伽斯/奧爾古斯塔斯（聲：飛田展男）
在廢墟之街養育威廉的三名上位不死族之一。200年前封印上王的三英傑之一，生前為大魔法師，以「做喜歡的事 有趣快樂地生活」向瓦爾起誓，別名為「徬徨的賢者」。身為徬徨的賢者，對言靈魔法有獨特的見解，特別擅長以簡單、有效率、但外人不易解讀的方式書寫，甚至把四重魔法詠唱用於實戰。此外對金錢有特別的執念，有著與賺錢相關的豐富知識，包含經濟、賭博等。被威爾視作祖父，教導威廉言靈魔法、天文地理、經濟、醫學、歷史建築等知識，從小灌輸他金錢的重要性。
被不死神以「成為不死者就驅除企圖解除上王封印的惡魔，失去守護封印的執念時便會成為我的部下」強制交易而成為上位不死族的幽靈。曾因不希望布拉德和瑪利失去對上王的封印的執念而阻撓威廉的成長，甚至想置威廉於死地，並讓其他人認為是意外，但同時又對此做法有所保留。提前做了準備將現身的不死神消滅，然而未料還有其他化身，三人均受重創，使威廉幾乎孤身對抗不死神。在不死神的襲擊後，與燈火之女神交涉，在不死神再次降臨前繼續守護上王的封印。

### 燈火之港
梅内爾道爾（聲：村瀨步）
半精靈族，是個妖精師，是個森林的流浪獵人。名字在精靈語當中意思是快速飛翔之鷹 曾經試圖襲擊村莊，但被威廉阻止，導致襲擊村莊的計畫失敗。
因村莊被惡魔毀掉，在不得已的情況下才展開掠奪。
在從惡魔手中奪回村莊之後，被曾經收留他的人託付給威廉之後跟隨威廉成為了燈火之女神的眷屬。
羅碧娜·古德費洛（聲：鈴木繪理）
半身人，詩人。在路上遭遇襲擊被威廉拯救。曾經吟唱三英傑的故事給威廉聽，威廉聽完感動落淚。
隨時都在創作關於威廉的英雄讚歌。
安東尼奧（聲：遊佐浩二）
商人。跟羅碧娜一起遭遇襲擊被威廉拯救。非常有經商頭腦，雖然曾經被冒險者騙錢。對威廉說要成為他第三位好朋友。
雷斯托夫（聲：乃村健次）
貫穿者。在酒館招募到的冒險者，跟威廉一起討伐獸之森林。
魯（聲：四宮豪）
矮人皇族。他的真名是溫達夫。矮人王國的末代君主奧爾萬古爾的孫子，威爾的侍從。
格爾雷茲（聲：松田健一郎）
面有傷疤的白髮老矮人。200年前聽從國王的命令保護人民離開的年輕戰士之一，並沒有參加矮人王國的決戰。
安娜（聲：渡部恵子）
一位嚴肅的女牧師，巴格利的養女。在威爾的要求下，成為負責協調兼任行政官的牧師，被巴格利派遣到南部定居。

### 白帆之都
巴特·巴格利（聲：稻葉實）
神殿長。認可威廉的神官身份。擁有高等加持，祈禱術很高深，是威廉很尊敬的人。
埃賽爾巴德·雷克斯·索斯馬克公爵（聲：田丸篤志）
南邊境公爵，賜與威廉聖騎士稱號。

### 羅斯多爾
狄妮林多（聲：小林沙苗）
羅斯多爾-精靈村莊，女性精靈，被威廉一行人所救。

### 神明
實際存在於世上的神明，對祂們獻上信仰的話會獲得其加護。
正義與雷電之神/沃爾特
善神之王，秩序與審判的執掌者。瑪特爾的丈夫，伊魯特利特的弟弟。
地母神/瑪特爾
大地的恩惠質與掌管生育的神。沃爾特的妻子。瑪利的守護神。並沒有因瑪利變為不死族而憎恨她，只是一直等瑪利原諒自己。甚至在不死神企圖收下瑪利的靈魂時顯現一瞬間，為威廉拖延時間。
炎與技術之神/布雷茲
布拉德的守護神。
風與交流之神/瓦爾
因信徒中有不少盜賊而風評不佳。古斯的守護神。
水與綠之神/蕾雅西爾維婭
知識之神/恩瑞特
創造了文字的神。
燈火之女神/葛雷斯菲爾（聲：悠木碧）
掌管轉生與輪迴的女神同時也是不死之女神的妹妹，性格相當寡言，當初將威爾的靈魂指引至這個世界。在威爾初次對戰不死神時，賜與他輪迴女神的加護並成為他的守護神。
不死之女神/斯塔古內特（男聲：高橋廣樹，女聲：大久保瑠美）
掌管不死與永生的女神同時也是燈火之女神的姊姊，本是善良陣營的神明，和妹妹一起引領死者，卻因無法忍受生死的悲劇，而離開善的陣營。以不死族為眷屬。非常中意威爾想讓其成為自己的下僕。
專制與暴虐之神/伊魯特利特
沃爾特的哥哥。以妖魔妖鬼為眷屬的神。
次元神/迪亞利古瑪
以惡魔為眷屬的神。

### 其他
上王
有著「不死之劍魔」「永恆者們的上王」等稱號，可以從自身的血肉中無限生成士兵級、隊長級的魔物，除刀劍以外的一切攻擊手段皆無效。外表被布拉德形容為有著刻薄眼神的小鬼，魔劍「噬盡者」前持有者。卡斯精心設計讓布拉德能有機會戰勝他，但未料變身之後實力大增，劍技在布拉德之上，三人連手也無法逆轉上王的強大，最後選擇將其封印在土地。

## 用語解說
言靈
神明用於創造世界的魔法，等同於區分事物的標籤。
不死族
不死神的眷屬，上位的不死族可保留自我意識，在變成不死族盟開始便無法成長。
木靈
神明用於降臨下界的分身，不死神表示對神明當下情緒、思考會有影響，因此曾失去冷靜。
聖餐
透過祈禱術可以從神明的加護中獲得的食物。
誓言
希望獲得神明的加護時，對神明所立下的誓言。雖然強大的誓言可以更容易獲得神明的加護，但亦更容易被捲入命運的大事件中。

## 出版書籍

### 小說
| 集數 | 日文標題 | 中文標題             | OVERLAP        | OVERLAP                | 尖端出版      | 尖端出版               |
| 集數 | 日文標題 | 中文標題             | 發售日期       | ISBN                   | 發售日期      | ISBN / EAN             |
| ---- | -------- | -------------------- | -------------- | ---------------------- | ------------- | ---------------------- |
| Ⅰ    |          | 死者之街的少年       | 2016年3月25日  | ISBN 978-4-86554-104-5 | 2017年4月20日 | ISBN 978-957-107-313-2 |
| Ⅱ    |          | 獸之森林的射手       | 2016年7月25日  | ISBN 978-4-86554-137-3 | 2017年9月28日 | ISBN 978-957-107-655-3 |
| Ⅲ    |          | 鐵鏽之山的君王（上） | 2016年12月25日 | ISBN 978-4-86554-176-2 | 2018年2月2日  | ISBN 978-957-107-886-1 |
| Ⅲ    |          | 鐵鏽之山的君王（下） | 2016年12月25日 | ISBN 978-4-86554-177-9 | 2018年3月15日 | ISBN 978-957-107-887-8 |
| Ⅳ    |          | 燈火之港的群像       | 2017年9月22日  | ISBN 978-4-86554-256-1 | 2018年8月30日 | ISBN 978-957-108-216-5 |

### 漫畫
| 卷數 | OVERLAP        | OVERLAP                | 東立出版社    | 東立出版社             |
| 卷數 | 發售日期       | ISBN                   | 發售日期      | ISBN                   |
| ---- | -------------- | ---------------------- | ------------- | ---------------------- |
| 1    | 2018年3月25日  | ISBN 978-4-86554-334-6 | 2019年7月18日 | ISBN 978-957-26-2307-7 |
| 2    | 2018年10月25日 | ISBN 978-4-86554-411-4 |               |                        |
| 3    | 2019年4月25日  | ISBN 978-4-86554-486-2 |               |                        |
| 4    | 2019年10月25日 | ISBN 978-4-86554-565-4 |               |                        |
| 5    | 2020年5月25日  | ISBN 978-4-86554-671-2 |               |                        |
| 6    | 2020年11月25日 | ISBN 978-4-86554-795-5 |               |                        |
| 7    | 2021年4月25日  | ISBN 978-4-86554-899-0 |               |                        |
| 8    | 2021年9月25日  | ISBN 978-4-82400-010-1 |               |                        |
| 9    | 2022年3月25日  | ISBN 978-4-8240-0140-5 |               |                        |
| 10   | 2022年10月25日 | ISBN 978-4-8240-0321-8 |               |                        |
| 11   | 2023年4月25日  | ISBN 978-4-8240-0482-6 |               |                        |
| 12   | 2023年9月25日  | ISBN 978-4-8240-0621-9 |               |                        |
| 13   | 2024年3月25日  | ISBN 978-4-8240-0781-0 |               |                        |
| 14   | 2025年5月25日  | ISBN 978-4-8240-1203-6 |               |                        |

## 電視動畫

### 製作人員
- 原作：
- 角色原案：
- 導演：
- 系列構成：高橋龍也
- 角色設計：羽田浩二
- 音樂：高田龍一、帆足圭吾
- 動畫製作：Children's Playground Entertainment[9]
- 出品：bilibili

### 相關音樂
第1期
片頭曲(OP)
- The Sacred Torch
- 歌手：H-el-ical//
- 作詞：Hikaru//，作曲：グシミヤギ ヒデユキ，編曲：齋藤真也
- 第1話用作片尾曲

片尾曲(ED)
- 標火
- 歌手：やなぎなぎ
- 作詞・作曲：やなぎなぎ　編曲：照井順政
- 第1話未使用

第2期
片头曲(OP)
- 命火
  - 作词、歌：やなぎなぎ，作曲、编曲：照井顺政

片尾曲(ED)
- パズル
  - 歌：KOTOKO
  - 作词、作曲、编曲：amazuti

### 各話列表
第一季 
| 話數   | 日文標題                                            | 中文標題         | 劇本     | 分鏡     | 演出       | 作畫監督                                               | 總作畫監督 | 首播日期       | 改編原作小說 |
| ------ | --------------------------------------------------- | ---------------- | -------- | -------- | ---------- | ------------------------------------------------------ | ---------- | -------------- | ------------ |
| 第1話  |                                                     | 死者之街的少年   | 高橋龍也 | 信田     | 松尾慎     | 足立裕貴、志賀道憲、飯飼一幸、山林俊了                 | 羽田浩二   | 2021年 10月9日 | 第1卷        |
| 第2話  |                                                     | 徬徨的賢者       | 高橋龍也 | 名村英敏 | 吉田俊司   | 鷲田敏弥、熊谷香代子、酒井KEI、赤尾良太郎、飯飼一幸    | 青野厚司   | 10月16日       | 第1卷        |
| 第3話  |                                                     | 約定之日         | 梧桐翔大 | 小林一三 | 村田尚樹   | Long Guang、Qing Feng、Kang Dong Ha、Jeon Jong Min     | 羽田浩二   | 10月23日       | 第1卷        |
| 第4話  |                                                     | 燈火女神         | 梧桐翔大 | 松園公   | 浅見松雄   | 志賀道憲、はっとりますみ、新井豊                       | 青野厚司   | 10月30日       | 第1卷        |
| 第5話  |                                                     | 意志之兜         | 髙橋龍也 | 信田ユウ | 松尾慎     | 龍光、明光、鎌田圭寿、毛応星、新井豊、横松雄馬         | 羽田浩二   | 11月6日        | 第1卷        |
| 第6話  |                                                     | 獸之森林的射手   | 髙橋龍也 | 名村英敏 | 小野田雄亮 | 星月動画、酒井KEI、赤尾良太郎、齊藤香織、服部憲知      | 小林一三   | 11月13日       | 第2卷        |
| 第7話  |                                                     | 慘劇的記憶       | 髙橋龍也 | 松園公   | 村田尚樹   | Long Guang、Qing Feng、Kang Dong Ha、Jeon Jong Min     | 青野厚司   | 11月20日       | 第2卷        |
| 第8話  |                                                     | 英傑的詩         | 梧桐翔大 | 小林一三 | 平田貴大   | 足立裕貴、新井豊、山村俊了、枡田邦彰、片岡千春         | 羽田浩二   | 12月4日        | 第2卷        |
| 第9話  |                                                     | 白帆之都         | 梧桐翔大 | 名村英敏 | 浅見松雄   | 陳潔琼、張雲、黄華、周婧                               | 青野厚司   | 12月11日       | 第2卷        |
| 第10話 | [] 错误：{{Lang}}：无文本（帮助）武勳の輝き         | 光輝的戰積       | 梧桐翔大 | 松園公   | 小野田雄亮 | 飯飼一幸、星月動画、大木欣、シード、ワンオーダー       | 小林一三   | 12月18日       | 第2卷        |
| 第11話 | [] 错误：{{Lang}}：无文本（帮助）絕望の谷           | 絕望之谷         | 髙橋龍也 | 大嶋博之 | 村田尚樹   | 明光、Lee Sang Min、Kim Ki Yeop、Choi Kyung Seok       | 青野厚司   | 12月25日       | 第2卷        |
| 第12話 | [] 错误：{{Lang}}：无文本（帮助）最果てのパラディン | 世界盡頭的聖騎士 | 髙橋龍也 | 信田ユウ | 松尾慎     | 川島尚、赤尾良太郎、村上竜之介、丸岡功治、百代、室井誠 | 羽田浩二   | 2022年 1月3日  | 第2卷        |

 第二季（鐵鏽之山的君王） 
| 話數   | 日文標題 | 中文標題       | 劇本     | 分鏡     | 演出               | 作畫監督                                      | 總作畫監督 | 首播日期       | 改編原作小說 |
| ------ | -------- | -------------- | -------- | -------- | ------------------ | --------------------------------------------- | ---------- | -------------- | ------------ |
| 第1話  |          | 圣骑士与诗人   | 高桥龙也 | 朝仓海斗 | 朝仓海斗           | 不適用                                        | 新井达也   | 2023年 10月7日 | 第3卷        |
| 第2話  |          | 狂乱森林       | 高桥龙也 | 朝仓海斗 | 阿部雅司           | 石原满、黑泽浩美                              | 新井达也   | 10月14日       | 第3卷        |
| 第3話  |          | 最后的王       | 梧桐翔大 | 高見明男 | 羽原信義           | 高見明男                                      | 高見明男   | 10月21日       | 第3卷        |
| 第4話  |          | 勇氣的意義     | 梧桐翔大 | 山田晃   | 山田晃、小谷野龍成 | 阪本望實、石原滿 黑澤浩美、江禹辰             | 新井达也   | 10月28日       | 第3卷        |
| 第5話  |          | 墓室的使者     | 高橋龍也 | 高見明男 | 小谷野龍成         | 石原滿、高見明男                              | 高見明男   | 11月4日        | 第3卷        |
| 第6話  |          | 短暫的歸鄉     | 梧桐翔大 | 大槻敦史 | 木村佳嗣、阿部雅司 | 黑澤浩美、西田美彌子 志賀道憲、新井達也       | 新井達也   | 11月11日       | 第3卷        |
| 第7話  |          | 水底的睡眠     | 梧桐翔大 | 川崎逸朗 | 羽原信義           | 高見明男、阪本望實 石原滿、江禹辰             | 高見明男   | 11月18日       | 第3卷        |
| 第8話  |          | 花之國         | 高橋龍也 | 二瓶勇一 | 長澤剛             | 黑澤浩美、江禹辰                              | 新井達也   | 11月25日       | 第3卷        |
| 第9話  |          | 戰士之火       | 梧桐翔大 | 吉川博明 | 小谷野龍成         | 高見明男、西田美彌子 志賀道憲、石原滿、江禹辰 | 高見明男   | 12月2日        | 第3卷        |
| 第10話 |          | 鐵鏽之山的君王 | 梧桐翔大 | 大槻敦史 | 阿部雅司           | 黑澤浩美、石原滿 江禹辰                       | 新井達也   | 12月9日        | 第3卷        |
| 第11話 |          | 邪龍與女神     | 高橋龍也 | 羽原信义 | 羽原信义           | 石原满、酒井俊辉 江禹辰、阪本望实             | 高见明男   | 12月16日       | 第3卷        |
| 第12話 |          | 呼唤黎明者     | 高橋龍也 | 朝倉海斗 | 星野真             | 黑澤浩美、石原滿 江禹辰、新井達也             | 新井達也   | 12月23日       | 第3卷        |

### 藍光光碟
| 卷數 | 發行日期      | 收錄話數       | 規格編號  |
| ---- | ------------- | -------------- | --------- |
| 上   | 2022年3月23日 | 第1話 - 第5話  | OVXN-0059 |
| 下   | 2022年4月27日 | 第6話 - 第12話 | OVXN-0060 |

### 播映平台
| 播放日期        | 播放時間（UTC+9） | 播放電視台 | 播放地區 | 備註 |
| --------------- | ----------------- | ---------- | -------- | ---- |
| 2021年10月9日－ | 每週六 22：00     | TOKYO MX   | 東京都   |      |
| 2021年10月9日－ | 每週六 23：30     | AT-X       | 日本全國 |      |
| 2021年10月9日－ | 每週六 24：00     | BS日本     | 日本全國 |      |

| 播放日期        | 播放時間（UTC+8） | 播放電視台     | 播放地區 | 備註 |
| --------------- | ----------------- | -------------- | -------- | ---- |
| 2021年10月8日－ | 每週一            | CatchPlay+     | 臺灣     |      |
| 2021年10月9日－ | 每週六 21：00     | LINE TV        | 臺灣     |      |
| 2021年10月9日－ | 每週六 21：00     | KKTV           | 臺灣     |      |
| 2021年10月9日－ | 每週六 21：00     | MyVideo        | 臺灣     |      |
| 2021年10月9日－ | 每週六 21：00     | 巴哈姆特動畫瘋 | 臺灣     |      |
| 2021年10月9日－ | 每週六 21：00     | FriDay影音     | 臺灣     |      |
| 2021年10月9日－ | 每週六 21：00     | HamiVideo      | 臺灣     |      |
| 2021年10月9日－ | 每週六 21：00     | 中華電信MOD    | 臺灣     |      |
| 2021年10月9日－ | 每週六 21：00     | bilibili       | 中国大陆 |      |
|                 | 每週六 21：00     | 愛奇藝         | 中国大陆 |      |

### 官方資訊
- 成為小說家吧

1. ↑  . . 小説家になろう. 2015-05-01  [2018-04-23] （日语）.

- OVERLAP官方部落格

1. ↑  . . 2017-08-25  [2018-04-23]. （原始内容存档于2017-09-01） （日语）.

### 單行本資訊
- OVERLAP

1. ↑  . オーバーラップ文庫.   [2018-04-23]. （原始内容存档于2021-06-27） （日语）.
2. ↑  . オーバーラップ文庫.   [2018-04-23]. （原始内容存档于2016-07-04） （日语）.
3. ↑  . オーバーラップ文庫.   [2018-04-23]. （原始内容存档于2017-10-08） （日语）.
4. ↑  . オーバーラップ文庫.   [2018-04-23]. （原始内容存档于2017-07-17） （日语）.
5. ↑  . オーバーラップ文庫.   [2018-04-23]. （原始内容存档于2017-09-06） （日语）.
6. ↑  . オーバーラップ文庫.   [2018-04-23]. （原始内容存档于2018-09-25） （日语）.

- 尖端出版

1. ↑  . 尖端出版.   [2018-04-23]. （原始内容存档于2018-09-25） （中文（臺灣））.
2. ↑  . 尖端出版.   [2018-04-23]. （原始内容存档于2017-11-14） （中文（臺灣））.
3. ↑  . 尖端出版.   [2018-04-23]. （原始内容存档于2018-03-09） （中文（臺灣））.
4. ↑  . 尖端出版.   [2018-04-23]. （原始内容存档于2018-09-25） （中文（臺灣））.
5. ↑  . 尖端出版.   [2018-08-26]. （原始内容存档于2018-08-26） （中文（臺灣））.

## 外部連結
- 《世界盡頭的聖騎士》｜成為小說家吧 （日語）
- 《世界盡頭的聖騎士》特設網站 （页面存档备份，存于）（日語）
- TVアニメ「最果てのパラディン」ティザーサイト （页面存档备份，存于）（日語）
- TVアニメ「最果てのパラディン」的X（前Twitter）（日語）